# Piet de Jong (futbolista)
Piet de Jong (Tilburg, 19 de junio de 1930-ibídem, 11 de junio de 2014) fue un futbolista neerlandés que jugaba en la demarcación de delantero.

## Biografía
En 1947 debutó como futbolista con el Willem II Tilburg de la mano del entrenador František Fadrhonc. Cinco años después de su debut se hizo con la Eredivisie, mismo título que consiguió tres temporadas más tarde. En 1957 se hizo con la Eerste Divisie, última copa de su palmarés. Durante toda su estancia en el club marcó 216 goles en 363 partidos, siendo hasta la fecha el jugador con más goles anotados para el club.
Falleció el 11 de junio de 2014 en Tilburg a los 83 años de edad.

## Clubes
| Club              | País         | Año       | Partidos | Goles |
| ----------------- | ------------ | --------- | -------- | ----- |
| Willem II Tilburg | Países Bajos | 1947-1961 | 363      | 216   |

## Palmarés

### Campeonatos nacionales
| Título         | Club              | País         | Año  |
| -------------- | ----------------- | ------------ | ---- |
| Eredivisie     | Willem II Tilburg | Países Bajos | 1952 |
| Eredivisie     | Willem II Tilburg | Países Bajos | 1955 |
| Eerste Divisie | Willem II Tilburg | Países Bajos | 1957 |